# Hanns Christian Schroeder-Hohenwarth
Hanns Christian Schroeder-Hohenwarth (* 14. März 1921 in Königsberg; † 9. September 2011 in Kronberg im Taunus) war ein deutscher Bankier.

## Leben
Schroeder-Hohenwarth, in Königsberg geboren, besuchte das humanistische Gymnasium in Stolp, Pommern. Nach dem Abitur leistete er im Zweiten Weltkrieg Kriegsdienst als Kavallerieoffizier, stieg zum Schwadrons-Chef auf und wurde 1941 in Russland schwer verwundet. Ein Flammölgeschoss riss ihm ein 18 cm langes Stück aus Becken und Hüfte heraus. In der Folge verbrachte er ein Jahr im Streckverband und ein weiteres im Beckengips. Als Folge dieser Verletzung war er lebenslang nicht in der Lage normal zu sitzen und auf Medikamente angewiesen. Am 1. Dezember 1943 trat er der NSDAP bei. Seit dem 15. Mai 1944 war er Abteilungsleiter bei der Reichsjugendführung, danach war er im Auswärtigen Dienst bei der Betreuung der aus Frankreich geflohenen Kollaborateure eingesetzt.
Im Anschluss studierte er in Berlin, Freiburg und Göttingen Rechtswissenschaften und schloss das Studium mit den beiden Staatsexamen und der Promotion zum Dr. jur. ab.
Hanns Christian Schroeder-Hohenwarth war mit Marie Anne Pardey verheiratet, sie hatten zwei Töchter.
1951 bis 1953 arbeitete er als Rechtsanwalt in Wiesbaden und danach bis 1957 Regierungsrat im Bonner Finanzministerium in der Abteilung Banken und internationale Finanzierung. 1957 wurde er Mitarbeiter der Frankfurter Bank. Dort stieg er bereits 1963 in den Vorstand auf. Mit der Fusion der Frankfurter Bank und der Berliner Handels-Gesellschaft 1970 zur BHF-Bank wurde er persönlich haftender Gesellschafter und Senior-Partner dieser Bank.
1983 bis 1987 war er Präsident des Bundesverbandes deutscher Banken.
Von 1984 bis 1992 war er Vorsitzender des Aufsichtsrates der BHF-Bank, anschließend Ehrenvorsitzender.

## Weiteres ehrenamtliches Engagement
Schroeder-Hohenwarth übernahm viele ehrenamtliche Aufgaben vor allem im Bereich
der Wissenschaftsförderung. Die Vereinigung von Freunden und Förderern der Johann
Wolfgang Goethe-Universität und die Frankfurter Gesellschaft für Handel, Industrie und
Wissenschaft haben ihn nach jeweils 10-jähriger Präsidentschaft zu ihrem Ehrenvorsitzenden
respektive Ehrenmitglied ernannt.

## Ehrungen
Hanns Christian Schroeder-Hohenwarth ist Ehrensenator der Johann Wolfgang Goethe-Universität. Er erhielt drei Bundesverdienstkreuze: 1981 das Bundesverdienstkreuz Erster Klasse, 1986 das Große Bundesverdienstkreuz und 1994 das Große Bundesverdienstkreuz mit Stern.
1987 wurde er mit der Ehrenplakette der Stadt Frankfurt am Main und 1992 mit dem Hessischen Verdienstorden ausgezeichnet.
Nach Hanns Christian Schroeder-Hohenwarth ist die Fliegenart Priophora schroederhohenwarthi benannt.